# Wissenschaftlicher Mitarbeiter (Bundesdienst)
Als Wissenschaftlicher Mitarbeiter bezeichnet man in Deutschland Mitarbeiter bei Bundesjustizbehörden, beim Verfassungsschutz oder im Parlament, die zwar Akademiker sind, aber keine rein wissenschaftliche Tätigkeit ausüben.

## Deutscher Bundestag
Beim Deutschen Bundestag (und auch in manchen  Landtagen, zum Beispiel in NRW) werden Abgeordnetenmitarbeiter, die ein abgeschlossenes Studium nachweisen können, als „wissenschaftliche Mitarbeiter“ bezeichnet, obwohl sie in diesem Sinne keine rein wissenschaftliche Tätigkeit ausüben. Sie sind als Büroleiter, als persönliche Referenten oder als Mitarbeiter im Wahlkreis damit beschäftigt, ihren Bundestagsabgeordneten bei seiner gesamten inhaltlichen Arbeit zu unterstützen. Dazu gehört die Vorbereitung von Redevorlagen, die Erstellung der Korrespondenz, das Verfassen von Presseerklärungen etc. Oftmals handelt es sich um Juristen, Politologen oder Soziologen, aber auch andere Fachrichtungen sind vertreten. Mitarbeiter vor Abschluss des Studiums, die zumeist für inhaltliche und organisatorische Hilfstätigkeiten im Bundestagsbüro eingesetzt werden, werden als „studentische Mitarbeiter“ bezeichnet, ohne dass ihre Tätigkeit in einem Zusammenhang zum Hochschulstudium steht.
Die Abgeordnetenmitarbeiter arbeiten aufgrund eines privatwirtschaftlichen Arbeitsvertrages mit dem Bundestagsabgeordneten, werden aber aus dem diesem zustehenden Personalbudget aus Bundesmitteln finanziert. Die Arbeitsverträge sind dabei jeweils befristet auf die Legislaturperiode und zugleich auf das Mandat des Abgeordneten. Wenn dieser bei einer Neuwahl nicht erneut kandidiert, sein Mandat nicht wiedergewinnen kann oder er es während einer laufenden Wahlperiode aufgibt, verlieren auch seine Mitarbeiter in der Regel ihre Stellung. Die wissenschaftlichen Mitarbeiter sind nicht zu verwechseln mit den Mitarbeitern der Wissenschaftlichen Dienste des Deutschen Bundestages, die hingegen überparteilich arbeiten.

## Oberste deutsche Bundesgerichte, Bundesanwaltschaft und Bundesverfassungsgericht
Bei den obersten Gerichtshöfen Deutschlands und dem Generalbundesanwalt beim Bundesgerichtshof werden Juristen beschäftigt, die dort nicht als Richter oder Staatsanwalt tätig sind. Sie werden ebenfalls als wissenschaftliche Mitarbeiter bezeichnet. Ihre Aufgabe ist es, das Material für die Richter bzw. Staatsanwälte aufzubereiten. Sie sind meist für eine Zeit von drei Jahren von anderen Behörden oder Gerichten abgeordnet. Beim Bundesverfassungsgericht darf jeder Richter wissenschaftliche Mitarbeiter (derzeit in der Regel vier) selbst auswählen und ist für deren dienstliche Beurteilung zuständig (§ 13 Geschäftsordnung des Bundesverfassungsgerichtes). In anderen Belangen unterstehen sie aber beamtenrechtlich dem Präsidenten des Bundesverfassungsgerichtes bzw. dem Direktor des Bundesverfassungsgerichtes.
Beim Bundesgerichtshof bezeichnen sie sich selbst als Hiwi, beim Bundesverfassungsgericht als „Dritter Senat“.